# 介休后土庙
37°01′47″N 111°54′40″E / 37.02972°N 111.91111°E
介休后土庙位于中国山西省晋中市介休市老城西北角的庙底街，是一大片壮丽的道教宫观建筑群，也是介休现存等级最高的一组古建筑群，是道教全真派的庙宇，2001年被列为第五批全国重点文物保护单位。

## 历史
介休后土庙始建时间不详，明正德十一年（1516年）重修时，将东侧的真武殿和西侧的三官祠扩充进来。清雍正八年（1730年）新建了土地庙，形成现有规模。

## 建筑
后土庙坐北朝南，占地9196平方米，主要建筑有三清楼、后土庙、吕祖庙、关帝庙、土神殿等。。
后土庙建筑群的布局为纵向双轴，西侧中轴线依次排列三清观影壁、山门（天王殿）、护法殿、献殿、三清楼、戏楼、后土大殿，东侧中轴线，由南向北依次为后土庙影壁、山门、过殿、子孙娘娘殿。
现存建筑中三清楼为元至大二年（1309年）增建，其它建筑为明清建筑。
三清观影壁始建于明正德年间，清道光年间重建。壁心、壁顶均为精美的琉璃制品，富丽堂皇。临街外侧壁心为方形，图案为二龙戏珠，内侧壁心为圆形，图案为麒麟闹八宝，描绘麒麟和如意、海螺等道教八宝。脊刹为孔雀蓝琉璃烧制的仙山楼阁。壁身四角点缀了琴、棋、书、画。
山门兼作天王殿，建于清代，面阔三间，进深两间出前廊。四大天王塑像为明代遗留。
护法殿为过殿，供奉守护灵霄宝殿的四大元帅：王魔、杨森、高友乾、李兴霸。
穿过护法殿为南北狭长的院落，两厢的廊房数百尊罗天众神。献殿位于院子正中的平台上，面阔三间、进深两间。
三清楼为集殿、台、楼为一体的复合建筑，总高15.2米，是后土庙最高的建筑，供奉太上老君、元始天尊、灵宝天尊。三清楼为二层三檐歇山顶。一层为三清殿，二层为三面围廊的三清楼，背面为后土庙戏楼。前出二层三檐十字歇山顶抱厦。前侧与献殿相连。
戏楼高耸，高度达到13米，是现存最高的一座明代戏楼。下层高度仅容一人站立。
戏台两侧的重檐悬山顶八字影壁，是现存最早的明代八字影壁。为了与高大的三清楼和戏台在高度上相匹配，八字影壁采用了重檐结构，以提高高度。一层砖雕屋檐，一层木作屋檐。砖雕屋檐翼角上扬，形成美丽的山面。八字影壁的博风板、悬鱼上用紫色和白色琉璃描绘老鼠偷葡萄场景。
后土大殿位于最北端的中央，面阔五间，进深三间，重檐歇山顶。东侧的真武殿和西侧的三官祠均为三开间悬山顶，与后土大殿紧密串联，颇有十一间大殿的气势。三座大殿均覆盖金黄色琉璃瓦。东配殿为九曜星君殿，西配殿为三曹殿。
介休后土庙几乎每座建筑的屋顶，都使用精美的彩色琉璃装饰，璀璨夺目。

## 保护
2001年6月25日，介休后土庙由中华人民共和国国务院公布为第五批全国重点文物保护单位，编号5-0227-3-033。
- 南侧面远景
- 三清观侧门
- 护法殿北面
- 三清楼献亭
- 三清楼戏台
- 三清楼戏台八字影壁
- 三清楼东部的钟楼
- 后土庙
- 后土庙脊饰
- 后土庙斗拱
- 吕祖庙
- 西侧面看后土庙、三清楼